# En stjerne skinner i natt
"En stjerne skinner i natt" är en norsk julsång skriven av Eyvind Skeie och Tore W. Aas. Den spelades ursprungligen in på albumet Tusen julelys med Oslo Gospel Choir 1992.
Den första svenskspråkiga texten, som lyder "En stjärna lyser i natt", gjordes av Lasse Kronér och spelades in 1998 av Triple & Touch på julalbumet De 3 vise männen.  samt av bland andra Christer Sjögren 2010 julpå albumet En stjärna lyser i natt.
En alternativ svenskspråkiga text, "En stjärna lyser så klar", skrevs av Ingela "Pling" Forsman och spelades bland annat in av Carola Søgaard på hennes julalbum Jul i Betlehem 1999. 
Det finns ytterligare en svensk översättning, gjord av pastor Björn Hald.

## Publikationer
- Hela familjens psalmbok 2013 som nummer 74 under rubriken "Hela året runt".[4]

### Fotnoter
1. ↑  ”De 3 vise männen”. Svensk mediedatabas. 26 februari 1998. http://smdb.kb.se/catalog/id/001518170. Läst 15 maj 2011.
2. ↑  ”En stjärna lyser i natt”. Svensk mediedatabas. 26 februari 2010. http://smdb.kb.se/catalog/id/002725975. Läst 23 oktober 2014.
3. ↑  ”Jul i Betlehem”. Svensk mediedatabas. 26 februari 1999. http://smdb.kb.se/catalog/id/001545626. Läst 15 maj 2011.
4. ↑   Hela familjens psalmbok. Örebro: Libris. 2013. Libris 14011849. ISBN 9789173872997